# Andrena angarensis
Andrena angarensis är en biart som beskrevs av Cockerell 1929. Andrena angarensis ingår i släktet sandbin, och familjen grävbin. Inga underarter finns listade i Catalogue of Life.